# De Natura Stirpium
De Natura Stirpium fue publicado en tres volúmenes, se publicó sin ilustraciones, y estaba destinada en parte como una glosa a los escritores antiguos, ya que en él se describe con gran detalle no sólo el hábito y hábitat, sino también el olor y el sabor de cada planta, produciendo una lista en francés de un gran número de nombres de plantas. Fue escrito en tres partes en el año 1536.